# Éric Gassin
Pour les articles homonymes, voir Gassin (homonymie).
Pas d'image ? Cliquez ici
Éric Gassin est un pilote de karting français né le 11 avril 1959 . En 1987, il devient le premier champion du monde français de karting en remportant le titre de la catégorie Superkart.

## Biographie
Il est le fils d'Alex Gassin (1937-2000), champion de France de kart Classe 1 en 1969 et constructeur des châssis Nissag, anacyclique de Gassin (mot lu à l'envers). 
Eric Gassin, originaire d'Aubervilliers, commence le karting à l'âge de 10 ans. Il brille dans la catégorie 125 à boîte de vitesses dans laquelle il remporte à 6 reprises le titre de Champion de France 125 (record) : de 1977 à 1981 (5 titres consécutifs) puis en 1984, sur un Nissag-Rotax. 
Il poursuit sa carrière en passant en catégorie  Superkart (karts les plus rapides, dotés d'un moteur 250 à boîte dont les épreuves se disputent sur circuit automobile). Sur un ensemble Nissag-Rotax, il débute en 1983 et devient Champion de France en 1984 et 1985. Il remporte à nouveau ce titre à 8 reprises consécutives entre 1987 et 1994, soit un total de 10 titres de champion de France Superkart (record à égalité avec Damien Payart).
Le 27 septembre 1987 sur le circuit Bugatti du Mans, il remporte l'épreuve française des championnats du monde de Superkart, après avoir remporté l'épreuve anglaise de Silverstone et pris la 2de place de l'épreuve du Nürburgring. Il devient ce jour le 1er champion du monde français de l'histoire du karting en remportant le titre suprême en Superkart (Formule E).
L'année suivante en 1988, il devient Champion d'Europe de Superkart. Puis il monte à nouveau sur le podium des championnats de monde de Superkart en prenant la 3e place des éditions 1989 et 1990. Il cesse de courir à la fin de la saison 1996.

## Famille
Eric Gassin est le père de Thibault,  vainqueur de la Coupe de France Nationale 100 en 2006, qui représente ainsi la 3e génération de kartman dans la famiile Gassin.

## Palmarès

### Championnats du monde de Superkart (Formule E)
| Année | Lieu                                | Classement | Châssis | Moteur |
| ----- | ----------------------------------- | ---------- | ------- | ------ |
| 1987  | Silverstone / Nürburgring / Le Mans | 1er        | Nissag  | Rotax  |
| 1989  | Le Mans                             | 3e         | Nissag  | Rotax  |
| 1990  | Le Mans                             | 3e         | Nissag  | Rotax  |